# 大テオドシウス
フラウィウス・テオドシウス（ラテン語: Flavius Theodosius, ? - 376年）は、ローマ帝国の軍人。
東方正帝テオドシウス1世の父であり、大テオドシウス（ラテン語: Theodosius senior）とも呼ばれる。

## 生涯
西方正帝ウァレンティニアヌス1世によってブリタニア軍区の総管に任じられ、367年から368年にかけてブリタニアで起こった大陰謀やウァレンティヌスの反乱を鎮圧した。
ブリタニアの秩序を回復した後に大陸に戻りアレマン人と戦った。ウァレンティニアヌス1世のマギステル・エクィトゥムとしてアレマンの地に侵攻し、372年にはサルマティア人に対する遠征も行った。同年にマウレタニアでフィルムスが反乱を起こすとテオドシウスはアフリカに赴いて反乱を鎮圧した。
ウァレンティニアヌス1世が死去した翌年の376年、逮捕された後に処刑された。ウァレンティニアヌス1世の子であった西方正帝グラティアヌスと共同皇帝ウァレンティニアヌス2世に対する脅威と見なされたためとされている。